# Cyathura kikuchii
Cyathura kikuchii là một loài chân đều trong họ Anthuridae. Loài này được Nunomura miêu tả khoa học năm 1977.